# (231) Vindobona
(231) Vindobona es un asteroide perteneciente al cinturón de asteroides descubierto el 10 de septiembre de 1882 por Johann Palisa desde el observatorio de Viena, Austria.
Lleva el nombre en latín de la ciudad austriaca de Viena.